# Express AM33
O Express AM33 é um satélite de comunicação geoestacionário russo construído pela ISS Reshetnev (ex NPO PM) em cooperação com a Alcatel Space. Ele está localizado na posição orbital de 96,5 graus de longitude leste e é de propriedade da empresa estatal Russian Satellite Communications Company (RSCC). O satélite foi baseado na plataforma MSS-2500-GSO (MSS-767) e sua vida útil estimada é de 12 anos. Ele é o sexto satélite da série Express AM e deve ter um dB de melhor intensidade no campo 3-5 do que a recepção de satélites anteriores.

## Objetivo
O satélite foi construído pela ISS Reshetnev (ex NPO PM), é projetado para tarefas tais como transmissão de televisão digital, chamadas telefônicas, chamadas de vídeo, internet e construção de redes VSAT. Ele é responsável pela comunicação móvel do presidente da Rússia, bem como para prestar serviços aos clientes na Sibéria, no Extremo Oriente e na região da Ásia-Pacífico.

## Lançamento
O satélite foi lançado com sucesso ao espaço no dia 28 de janeiro de 2008, às 00:18 UTC, por meio de um veículo Proton-M/Briz-M a partir do Cosmódromo de Baikonur, no Cazaquistão. Ele tinha uma massa de lançamento de 2.579 kg. Ele entrou em operação no dia 14 de abril.

## Capacidade e cobertura
O Express AM33 é equipado com 16 transponders em banda Ku, 10 em banda C e um em banda L, para fornecer TV e radiodifusão, telefonia, transmissão de dados, aplicações de VSAT, serviços de multimídia, comunicações móveis presidencial e governamentais, e de comunicação comerciais móvel para a Rússia, Cazaquistão, Oriente Médio, Mongólia e China.